# 董保城
董保城，中華民國法律學者，東吳大學法學士、德國波昂大學法學博士，專攻領域為憲法及行政法、教育法，現任東吳大學法學院講座教授、財團法人臺北市私立景文高級中學董事長、財團法人南開科技大學董事長，曾任中華民國考選部長、政務次長與國立政治大學法學院專任教授、副教授、東吳大學法學院副教授、國立政治大學總務長、公共行政與企業管理教育中心主任、國立臺北科技大學教授、東吳大學副校長、台灣行政法學會理事長、台德交流協會理事長等職。
於考試院考選部部長任內，完成「中華民國考選部部史」的編纂，並擔任司法院釋字第783號【公立學校教職員退撫給與案】釋憲案代理人、受邀擔任司法院釋字第793號【黨產條例案】鑑定人、憲法法庭113年憲判字第7號判決【具合格教師資格代理教師職前年資提敘案】專家諮詢學者。
2018年4月19日獲德國在台協會處長歐博哲頒贈「德台友誼獎章證書」，表彰對德台友好關係之卓越貢獻。

## 著作
- 行政法講義，2019年2月出版
- 憲法新論（與法治斌合著），2024年9月第九版
- 國家責任法（與湛中樂合著）
- 法治與權利救濟
- 教育法與學術自由
- 考試權之理論及實務
- 轉型正義／黨產條例／法治國原則，2019年10月出版
- 轉型正義／黨產條例／法治國原則──大法官釋憲後之評析，2021年8月出版
- 憲法精要，2021年10月出版
- 行政法新論，2022年出版
- 行政程序法逐條釋義(上)、(下)，2023年3月出版（與翁岳生共同主編）

## 外部連結
- 考選部長董保城簡介
- 東吳大學客座教授副校長董保城簡介 （页面存档备份，存于）